# Rúbaň
Rúbaň es un municipio del distrito de Nové Zámky en la región de Nitra, Eslovaquia, con una población estimada a final del año 2024 de 901 habitantes.
Se encuentra ubicado al sur de la región, cerca de los ríos Nitra y Hron (cuenca hidrográfica del Danubio) y de la frontera con Hungría.

## Demografía
| Año        | 1994 | 2004     | 2014    | 2024   |
| ---------- | ---- | -------- | ------- | ------ |
| Población  | 1084 | 934      | 1000    | 901    |
| Diferencia |      | −13,83 % | +7,06 % | −9,9 % |

| Año        | 2023 | 2024    |
| ---------- | ---- | ------- |
| Población  | 898  | 901     |
| Diferencia |      | +0,33 % |